# Argana (ort i Marocko)
Argana är en ort i Marocko.   Den ligger i provinsen Taroudannt och regionen Souss-Massa, 400 km sydväst om huvudstaden Rabat.